# Ла-Ліга 1935—1936
Сезон 1935–36 в Ла Лізі — футбольне змагання у найвищому дивізіоні чемпіонату Іспанії, що проходило між 10 листопада 1935 та 19 квітня 1936 року. Став 8-м турніром з моменту заснування Ла Ліги. Участь у змаганні взяли 12 команд, які провели одна з одною по дві гри — одній вдома та одній у гостях. 
Переможцем турніру став один з лідерів іспанського футболу 1930-х клуб «Атлетик» (Більбао), для якого цей чемпіонський титул став четвертим в історії. 
| Чемпіон Іспанії 1935/1936     |
| ----------------------------- |
| «Атлетик» (Більбао) 4-й титул |

## Підсумкова турнірна таблиця
|                  |     | Турнірна таблиця 1935-36 | О  | І  | В  | Н | П  | М+ | М- | РМ  |
| ---------------- | --- | ------------------------ | -- | -- | -- | - | -- | -- | -- | --- |
| Чемпіон Іспанії  | 1.  | «Атлетик» (Більбао)      | 31 | 22 | 14 | 3 | 5  | 59 | 33 | +26 |
|                  | 2.  | «Мадрид»                 | 29 | 22 | 13 | 3 | 6  | 62 | 35 | +27 |
|                  | 3.  | «Ов'єдо»                 | 28 | 22 | 12 | 4 | 6  | 63 | 47 | +16 |
|                  | 4.  | «Расінг» (Сантандер)     | 27 | 22 | 13 | 1 | 8  | 58 | 46 | +12 |
|                  | 5.  | «Барселона»              | 24 | 22 | 11 | 2 | 9  | 39 | 32 | +7  |
|                  | 6.  | «Еркулес»                | 24 | 22 | 11 | 2 | 9  | 37 | 41 | -4  |
|                  | 7.  | «Бетіс»                  | 20 | 22 | 9  | 2 | 11 | 31 | 46 | -15 |
|                  | 8.  | «Валенсія»               | 19 | 22 | 7  | 5 | 10 | 36 | 42 | -6  |
|                  | 9.  | «Еспаньйол»              | 17 | 22 | 8  | 1 | 13 | 36 | 53 | -17 |
|                  | 10. | «Севілья»                | 16 | 22 | 6  | 4 | 12 | 27 | 48 | -21 |
|                  | 11. | «Атлетіко» (Мадрид)      | 15 | 22 | 6  | 3 | 13 | 34 | 50 | -16 |
| Вибув до Сегунди | 12. | «Осасуна»                | 14 | 22 | 7  | 0 | 15 | 46 | 55 | -9  |

## Результати
|                      | Ат(Б) | Ат(М) | Бар | Бет | Есп | Ерк | Мад | Оса | Овд | Рас | Сев | Вал |
| «Атлетик» (Більбао)  |       | 3-1   | 5-2 | 7-0 | 5-2 | 5-3 | 1-0 | 2-0 | 4-2 | 6-1 | 4-1 | 3-2 |
| «Атлетіко» (Мадрид)  | 1-2   |       | 0-3 | 5-0 | 3-2 | 1-2 | 2-3 | 2-0 | 3-0 | 1-0 | 2-3 | 2-2 |
| «Барселона»          | 2-0   | 5-1   |     | 1-0 | 2-0 | 1-0 | 0-3 | 5-0 | 5-2 | 2-3 | 4-1 | 0-0 |
| «Бетіс»              | 1-2   | 3-0   | 2-0 |     | 3-0 | 1-1 | 1-1 | 5-1 | 1-2 | 3-1 | 1-0 | 3-0 |
| «Еспаньйол»          | 2-0   | 2-3   | 1-0 | 3-0 |     | 3-2 | 3-0 | 3-0 | 1-5 | 1-1 | 6-1 | 3-2 |
| «Еркулес»            | 1-0   | 2-1   | 2-2 | 3-0 | 2-1 |     | 0-1 | 1-0 | 1-0 | 4-1 | 2-1 | 2-0 |
| «Мадрид»             | 2-2   | 3-1   | 3-0 | 5-1 | 6-0 | 5-1 |     | 6-2 | 5-4 | 2-4 | 3-3 | 4-1 |
| «Осасуна»            | 4-1   | 4-0   | 0-1 | 6-0 | 6-1 | 3-0 | 1-4 |     | 4-5 | 3-1 | 6-3 | 2-3 |
| «Ов'єдо»             | 3-3   | 4-1   | 2-1 | 2-3 | 5-2 | 5-2 | 1-0 | 5-2 |     | 4-2 | 0-0 | 4-3 |
| «Расінг» (Сантандер) | 2-1   | 5-2   | 4-0 | 5-1 | 4-0 | 4-2 | 4-3 | 3-1 | 2-6 |     | 3-0 | 6-2 |
| «Севілья»            | 0-2   | 1-1   | 2-1 | 1-0 | 2-0 | 1-2 | 2-1 | 2-0 | 1-1 | 1-2 |     | 1-2 |
| «Валенсія»           | 1-1   | 1-1   | 1-2 | 0-2 | 1-0 | 5-2 | 1-2 | 2-1 | 1-1 | 1-0 | 5-0 |     |

## Бомбардири
Найкращим бомбардиром Прімери сезону 1935–36 став нападник клубу «Ов'єдо» Ісідро Лангара, який протягом чемпіонату 28 разів відзначався забитими голами.  
Найкращі бомбардири сезону:
|  | Голів | Бомбардир          | Команда             |
|  | ----- | ------------------ | ------------------- |
|  | 28    | Ісідро Лангара     | «Ов'єдо»            |
|  | 21    | Бата               | «Атлетик» (Більбао) |
|  | 20    | Ільдефонсо Саньюдо | «Мадрид»            |
|  | 20    | Хуліан Вергара     | «Осасуна»           |
|  | 15    | Антоніо Час        | «Расінг»            |
|  | 13    | Хосеп Ескола       | «Барселона»         |
|  | 13    | Ерреріта           | «Ов'єдо»            |
|  | 13    | Мілучо             | «Расінг»            |
|  | 12    | Еміліо Бласкес     | «Еркулес»           |
|  | 11    | Хосе Ірарагоррі    | «Атлетик» (Більбао) |
|  |       |                    |                     |

## Склади команд
Футболісти «Атлетіка», які протягом турніру були гравцями основного складу:
- Грегоріо Бласко (21 матч)
- Анхель Субієта (21, 2 голи)
- Ісаак Осеха (18)
- Луїс Сабала (18)
- Херардо Більбао (20, 4)
- Роберто Ечебаррія (15)
- Бата (20, 21)
- Франсіско Гарате (20, 7)
- Ерменегільдо Елісес (19, 3)
- Гільєрмо Горостіса (18, 10)
- Хосе Ірарагоррі (17, 11)

Резерв: Хосе Іспісуа (1), Хосе Мугерса (14), Урбано (4), Хосе Караега (2), Мартін Кальво (3), Хуан Мієса (3), Мануель Ечеваррія (2), Мануель Юрребасо (1), Хав'єр Маренаті (1), Луїс Гомес Родрігес (1), Еміліо Ігуаран (1), Доро (1), Ісідоро Урра (1).
Тренери: Хосе Олабаррія, Вільям Гарбатт.
Список гравців основного складу і тренерів клубів Прімери:
- «Мадрид»: Дьюла Кісель[es], Хасінто Кінкосес, Сіріако Еррасті, Луїс Регейро, Педро Регейро, Антоніо Бонет, Сімон Лекуе, Хосе Рамон Сауто, Еміліо Алонсо, Ільдефонсо Саньюдо, Гільєрмо Келлемен. Тренер — Франсіско Бру.
- «Ов'єдо»: Оскар Альварес, Педро Пена, Абелардо Рієра, Енріке Соладреро, Беларміно Кастро, Рікардо Галларт, Сіріо Бланко, Касуко, Еміліо Гарсія, Ісідро Лангара, Ерреріта. Тренер — Хосе Марія Пенья.
- «Расінг»: Хуан Педроса, Фернандо Себальйос, Фернандо Гарсія, Фелікс Ілардія, Луїс Ріоха, Енріке Ларрінага, Герман Гомес, Мануель Ібарра, Антоніо Час, Рікардо Гарсія, Мілучо. Тренер — Франсіско Гонсалес.
- «Барселона»: Хосе Іборра, Педро Аресо, Рамон Сабало, Естебан Педроль, Доменек Балманья, Хосе Райч, Елемер Беркеші, Марті Вентольра, Хосеп Ескола, Енріке Фернандес, Хуліо Мунльок[de]. Тренер — Патрік О'Коннелл.
- «Еркулес»: Хосе Перес Гарсія, Мануель Масія, Ігнасіо Гоєнече, Паскуаль Салас, Антоніо Апарісіо, Мануель Росален, Енріке Сальвадор, Хуан Антоніо Перес, Еміліо Бласкес, Рамон де Мендісабаль, Алехандро Морера. Тренер — Мануель Суарес.
- «Бетіс»: Хоакін Уркіага, Серафін Аедо, Хосе Суарес Гонсалес, Антоніо Корнехо, Франсиско Гомес, Руфіно Ларріноа, Фермін Рехон, Хосе Гонсалес Кабальєро, Анхель Мартін, Вікторіо Унамуно, Франсіско Гонсалес. Тренер — Андрес Аранда.
- «Валенсія»: Енріке Кано, Гільєрмо Вільягра, Хуан Рамон, Карлос Ітурраспе, Іносенсіо Бертолі, Северіано Гойбуру[it], Леле, Арін, Антоніо Конде, Хайме Доменек, Амадео Ібаньєс. Тренер — Андрес Бальса.
- «Еспаньйол»: Альберто Марторель, Хосе Пардо, Джордж Грін, Беніто Перес, Рамон Лекуона, Пере Соле, Крісант Боск, Хосе Еспада, Хосе Прат, Едельміро Лоренсо, Мануель Фернандес. Тренери — Гаррі Лоу, Патрісіо Кайседо.
- «Севілья»: Гільєрмо Ейсагірре, Хоакін Хіменес, Естебан Аррісабало, Фелікс де лос Херос, Федеріко Сайс, Мануель Алькасар, Антоніо Сегура, Гільєрмо Кампаналь, Хосе Лопес, Мігель Лопес, Рафаель Беррокаль. Тренер — Рамон Енсінас.
- «Атлетіко»: Сальвадор Пачеко, Хосе Меса, Мігель Варкаркель, Хуан Іпінья, Рамон Габілондо, Мартін Маркулета, Едуардо Гонсалес, Луїс Марін, Хуліо Елісегі, Вісенте Естомба, Хайме Ласкано. Тренери — Фредерік Пентланд, Мартін Маркулета, Хосеп Самітьєр.
- «Осасуна»: Томас Сарра, Хосе Арана, Фелікс Ілундайн, Анастасіо Б'єнсобас, Хуліо Ітурральде, Луїс Аранас, Мартін Урдірос, Пако Б'єнсобас, Хуліан Вергара, Анхель Валенсіано, Рамон Інсаусті. Тренер — Еміліо Урдірос.

## Рекорди сезону
- Найбільше перемог: «Атлетик» (Більбао) (14)
- Найменше поразок: «Атлетик» (Більбао) (5)
- Найкраща атака: «Ов'єдо» (63 забито)
- Найкращий захист: «Барселона» (32 пропущено)
- Найкраща різниця голів: «Мадрид» (+27)

- Найбільше нічиїх: «Валенсія» (5)
- Найменше нічиїх: «Осасуна» (0)

- Найбільше поразок: «Осасуна» (15)
- Найменше перемог: «Севілья», «Атлетіко» (Мадрид) (6)

- Найгірша атака: «Севілья» (27 забито)
- Найгірший захист: «Осасуна» (55 пропущено)
- Найгірша різниця голів: «Севілья» (-21)